# Leonid Bujor
Leonid Bujor (n. 27 noiembrie 1955, Singureni, raionul Rîșcani, RSS Moldovenească, URSS – d. 6 ianuarie 2021, Chișinău, Republica Moldova) a fost un politician din Republica Moldova, Ministru al Educației al Republicii Moldova în Guvernul Republicii Moldova (cabinetul Filat 1) din 25 septembrie 2009 până în 14 ianuarie 2011. A fost deputat în Parlamentul Republicii Moldova în Legislatura 2005-2009, ales pe listele partidului Blocul electoral Moldova Democrată.
Începând cu 18 februarie 2015 și până în 2 februarie 2016 a fost Secretar General adjunct al Guvernului Republicii Moldova.
În decembrie 2010 a fost decorat cu „Ordinul de Onoare” de către președintele interimar al Republicii Moldova Mihai Ghimpu.